# 密国
密国是西周时期姬姓的一个小诸侯国，国址位于今甘肃省灵台县西部，其前身是商代的姞姓方國密须。周共王四年（前919年），灭密国，密国的部分国民被周共王迁至今豫西一带，他们仍使用密国的国号。但因地址变更，故称为新密，也就是今天河南省新密市市名的来历。
- 密康公